# 2022年印度反战抗议活动
继2022年2月俄罗斯入侵乌克兰之后，持续的反战示威和抗议活动在印度爆发。抗议活动组织了各种类型的运动，如集会、示威、人道链等。许多抗议者被政府逮捕。

## 抗议
- 2月26日，全印学生协会在德里组织了一场高举公民为和平游行的旗帜的集会，抗议者抗议要求结束俄罗斯对乌克兰的战争并停止北约在欧洲的扩张。[1][2][3]还有印度共产党（马列）解放、全印人民论坛（英语：All_India_People%27s_Forum）、全印中央工会委员会（英语：All India Central Council of Trade Unions）和革命青年协会参加了这次集会。

- 3月2日，全印学生协会在德里组织了一次反战示威。[4]

- 3月3日，全印民主学生组织（英语：All India Democratic Students Organisation）西孟加拉邦委员会在加尔各答组织了一次大规模的反战集会。[5][6]

- 3月3日，全印学生协会加尔各答区委员会在加尔各答穆拉阿里（英语：Moula_Ali）组织了一场反战示威。[7]抗议活动要求立即停止战争并带回所有印度学生和公民。[8][9]